# マクガヴァン脳研究所
マクガヴァン脳研究所（マクガヴァンのうけんきゅうしょ、McGovern Institute for Brain Research）は、マサチューセッツ工科大学にある研究及び教育機関。神経科学、分子神経生物学、認知科学、計算及び関連領域の統合的な研究を行っている。2000年に、パトリック・マクガバンとロア・ハープ・マクガバン夫妻の寄付金により設立され、施設はインドの建築家であるチャールズ・コレアにより設計された。